# Cestrum reflexum
Cestrum reflexum är en potatisväxtart som beskrevs av Sendt. Cestrum reflexum ingår i släktet Cestrum och familjen potatisväxter. Inga underarter finns listade i Catalogue of Life.